# Saint-Leu-d'Esserent
 Saint-Leu-d'Esserent  es una población y comuna francesa, en la región de Picardía, departamento de Oise, en el distrito de Senlis y cantón de Montataire.

## Demografía
| 3048 | 3587 | 4462 | 4459 | 4288 | 4867 |
| Para los censos de 1962 a 1999 la población legal corresponde a la población sin duplicidades (Fuente: INSEE [Consultar]) |      |      |      |      |      |